# La Roque-Sainte-Marguerite
La Roque-Sainte-Marguerite (okzitanisch La Ròca) ist eine französische Gemeinde mit 178 Einwohnern (Stand 1. Januar 2022) im Département Aveyron und in der Region Okzitanien (vor 2016 Midi-Pyrénées). Sie gehört zum Kanton Tarn et Causses im Arrondissement Millau. Die Einwohner werden Roquelois genannt.

## Lage
La Roque-Sainte-Marguerite liegt etwa elf Kilometer ostnordöstlich von Millau. Das Gemeindegebiet gehört zum Regionalen Naturpark Grands Causses. Das Gemeindegebiet wird vom Fluss Dourbie mit seinen sehenswerten Schluchten durchquert. An der südöstlichen Gemeindegrenze mündet sein Zufluss Garène. Umgeben wird La Roque-Sainte-Marguerite von den Nachbargemeinden La Cresse im Nordwesten und Norden, Peyreleau im Norden, Saint-André-de-Vézines im Norden und Nordosten, Lanuéjols im Osten, Revens im Osten und Südosten, Nant im Süden sowie Millau im Süden und Westen.

## Einwohnerentwicklung
| Jahr                       | 1962 | 1968 | 1975 | 1982 | 1990 | 1999 | 2006 | 2019 |
| Einwohner                  | 211  | 142  | 158  | 145  | 144  | 172  | 195  | 178  |
| Quellen: Cassini und INSEE |      |      |      |      |      |      |      |      |

## Sehenswürdigkeiten
- Menhir Chaos de Montpellier-le-Vieux
- Kirche Notre-Dame-des-Treilles aus dem 12. Jahrhundert, Monument historique seit 1927
- Kirche Notre-Dame-des-Treilles im Ortsteil Saint-Véran
- Kirche Sainte-Marguerite-d'Antobe
- Schloss aus dem 17. Jahrhundert
- Steinformationen Chaos de Montpellier-le-Vieux

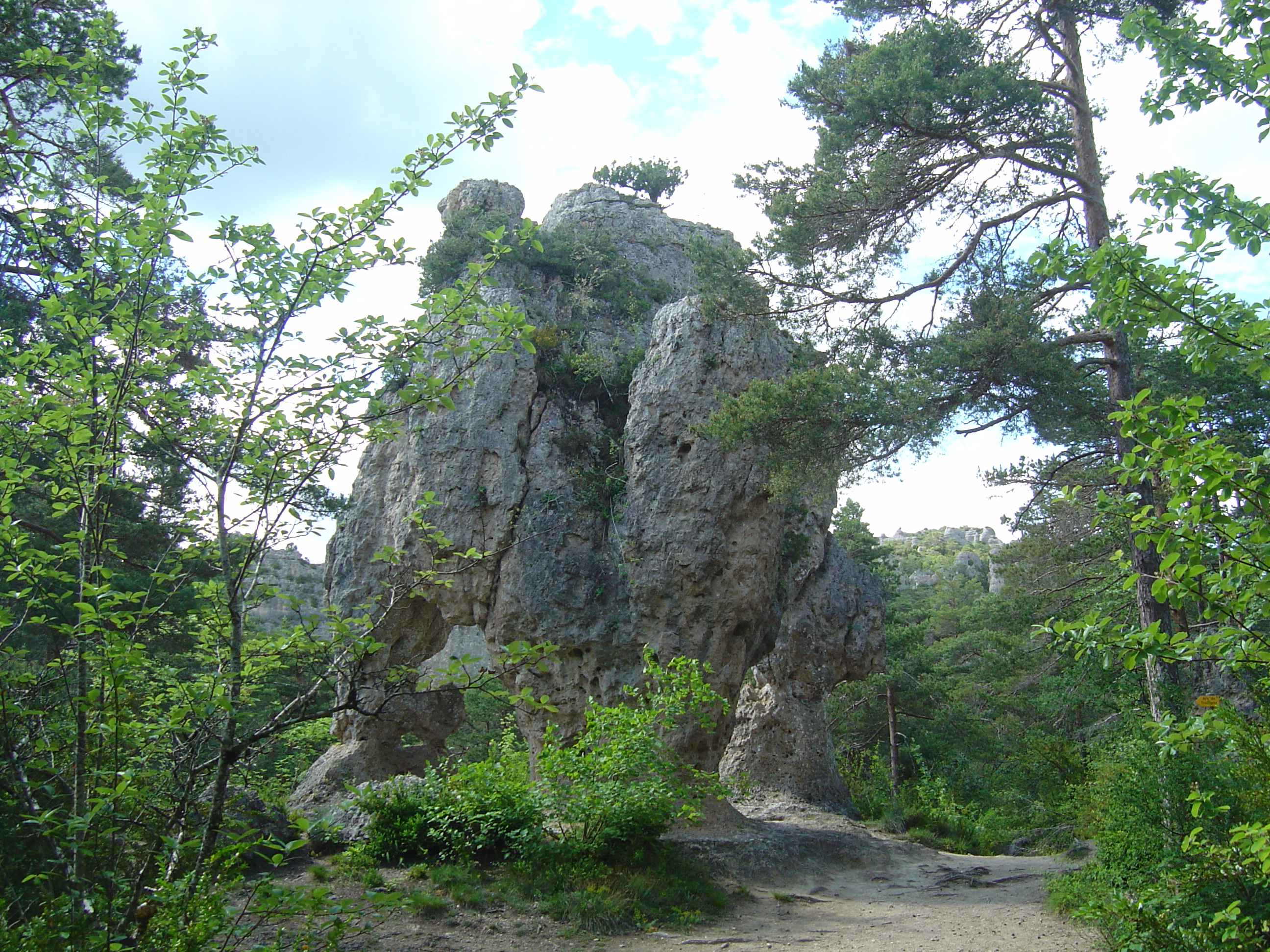
Menhir Chaos de Montpellier-le-Vieux
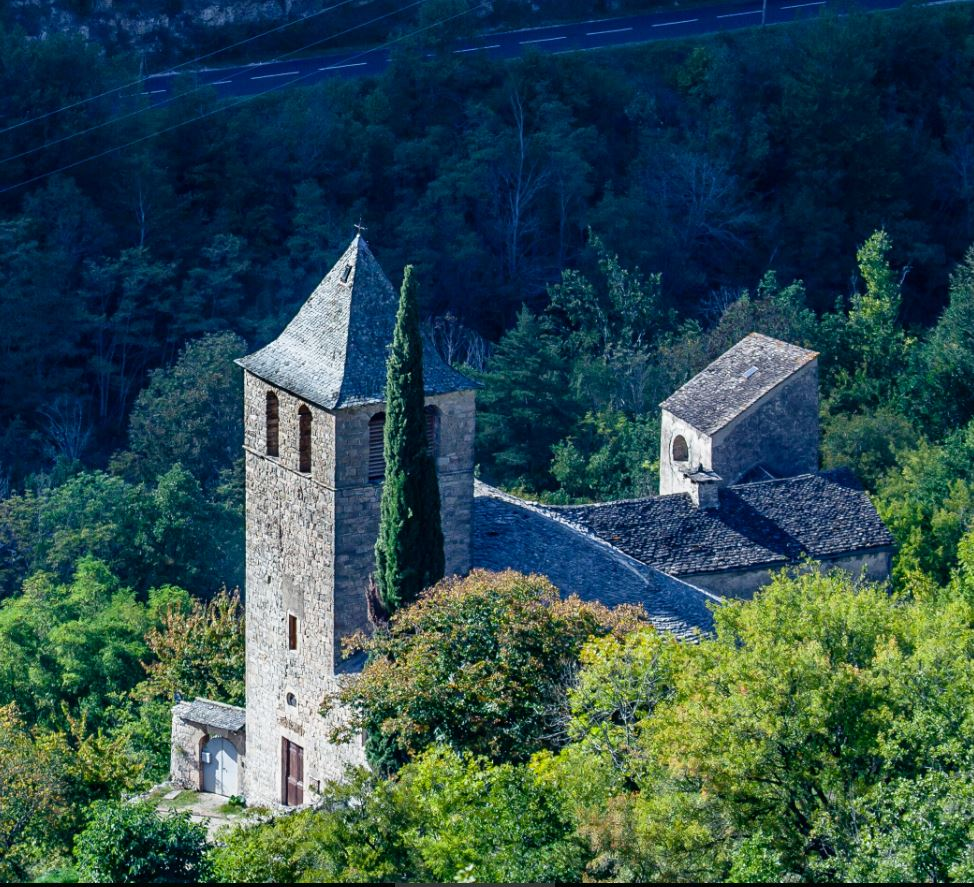
Kirche Notre-Dame-des-Treilles